# Kalepithecus
 Kalepithecus  ist eine ausgestorbene Gattung der Primaten, die vor rund 20 Millionen Jahren im frühen Miozän in Ostafrika vorkam. Die Gattung wurde erstmals 1988 wissenschaftlich beschrieben. Typusart der Gattung ist Kalepithecus songhorensis.

## Namensgebung
Die Bezeichnung der Gattung ist abgeleitet vom Wort kale (gesprochen: kah-leh), das auf Swahili „alt“ oder „Vorzeit“ bedeutet, sowie vom griechischen Wort πίθηκος (altgriechisch ausgesprochen píthēkos: „Affe“). Das Epitheton der Typusart, songhorensis, verweist auf die Fossilienfundstätte Songhor im Nyando District, West-Kenia. Kalepithecus songhorensis bedeutet dem Sinne nach folglich „vorzeitlicher Affe aus Songhor“.
Das Epitheton der zweiten Art, kogolensis, ist abgeleitet von einer lokal als Kogole bezeichneten Basaltformation, was in der Sprache der Karamojong „Adlernest“, auch im Sinne von „Aussichtspunkt“, bedeutet. Kalepithecus kogolensis bedeutet dem Sinne nach folglich „vorzeitlicher Affe vom Adlernest“.

## Erstbeschreibung
Die Erstbeschreibung der Gattung Kalepithecus durch Terry Harrison erfolgte 1988, nachdem bis dahin im Westen Kenias und in Uganda 570 Kiefer- und Zahnfunde von kleinwüchsigen, frühmiozänen Altweltaffen geborgen worden waren. Auf Grundlage früherer, weniger zahlreicher Funde waren bereits Limnopithecus legetet (Hopwood, 1933), Dendropithecus macinnesi (Le Gros Clark & L. Leakey, 1950) sowie Micropithecus clarki (Fleagle & Simons, 1978) gegeneinander abgegrenzt worden.
Harrisons umfassende Revision der Zuordnung dieser Fossilien zu einer bestimmten Gattung oder Art ergab, dass neben Limnopithecus legetet noch eine zweite Art der Gattung, Limnopithecus evansi, existierte; dieser Name war bereits 1943 von Donald G. MacInnes vergeben worden, die der Art zugeordneten Funde wurden jedoch 1933 von Hopwood zu Limnopithecus legetet gestellt. Bestätigt wurden ferner Zuordnungen von Fossilien zu Micropithecus clarki und Dendropithecus macinnesi. Jedoch hatte Peter Andrews bereits 1978 darauf hingewiesen, dass Dendropithecus macinnesi aufgrund diverser morphologischer Merkmale und unterschiedlicher Verbreitungsgebiete in zwei Unterarten aufgeteilt werden könne, die er als Dendropithecus macinnesi macinnesi und Dendropithecus macinnesi songhorensis bezeichnete. Harrison griff diese Interpretation 1988 auf, trennte die zu Dendropithecus macinnesi songhorensis gestellten Fossilien von Dendropithecus ab und ordnete sie der von ihm neu benannten Gattung Kalepithecus zu.
Holotypus der Gattung Kalepithecus und ihrer Typusart Kalepithecus songhorensis ist das Fragment eines rechten Unterkiefers mit vier erhaltenen Zähnen (Prämolar 3 bis Molar 3) aus der namensgebenden Fundstätte Songhor (Sammlungsnummer: KNM-SO 378). Zudem wurden weitere 87 Kiefer- und Zahnfunde sowie mehrere Knochen aus dem Bereich unterhalb des Schädels Kalepithecus zugeordnet, die überwiegend aus der Fundstätte Koru stammen. Mit Ausnahme des 3. Oberkiefer-Molars sind alle Zähne der Art in der Sammlung enthalten; die Gestalt ihrer Zahnkronen ist daher das wesentliche Merkmal zur Abgrenzung von anderen Arten. Hinweise auf die ursprüngliche Form des Gesichts ergeben sich aus dem Fossil KNM-SO 417, das jedoch nur Knochen aus dem Bereich des Oberkiefers und der relativ breiten Nase enthält. Da es zu keiner Affenart aus dem frühen Miozän Ostafrikas Funde gibt, die eine verlässliche Rekonstruktion der Knochen aus dem Bereich des oberen Gesichts, der Schädelbasis und der seitlichen Knochen im Umfeld der Ohren ermöglichen, ist die Zuordnung von Kalepithecus zu einer bestimmten Familie der Altweltaffen mit großen Unsicherheiten verbunden.
Zurückhaltend schrieb Terry Harrison 1988 zusammenfassend in der Erstbeschreibung von Kalepithecus, dass die kleinen Affen (Anthropoidea) aus dem frühen Miozän Ostafrikas Teil einer größeren Gruppe basaler Altweltaffen (Catarrhini) sind, die sich vor dem Erscheinen des letzten gemeinsamen Vorfahren der heutigen Menschenartigen entwickelt haben. Es sei jedoch mangels aussagekräftiger Fossilien bislang nicht möglich, die verwandtschaftlichen Beziehungen zwischen den Arten dieser Gruppe genauer zu bestimmen. Harrison vermutete, dass die Gruppe sowohl basale Altweltaffen als auch frühe Vertreter der Menschenartigen umfasst. Wörtlich schrieb er: „Solange jedoch die genauen Verwandtschaftsverhältnisse der kleinen catarrhinen Primaten nicht geklärt sind, werden sie zusammen mit Proconsul und Rangwapithecus in einer eigenen Überfamilie, den Proconsuloidea, zusammengefasst. Die phyletische Integrität der Proconsuloidea ist zum jetzigen Zeitpunkt ungewiss. Sie stellt eine paraphyletische Rangstufe dar, die aus undifferenzierten, basalen Catarrhinen modernen Aussehens besteht, die derzeit keine eindeutige Verwandtschaft mit einer der beiden bestehenden Überfamilien [das sind: Menschenartige, Geschwänzte Altweltaffen] aufweisen.“

## Weitere Funde
Im Jahr 2017 berichteten Martin Pickford, Brigitte Senut et al. den Fund zahlreicher Zähne aus dem mittleren Miozän (rund 17 Millionen Jahre alt), die sie im Gebiet des heutigen nordöstlichen Uganda, bei der Stadt Moroto, nahe der Grenze zu Kenia, seit 2009 aus den Fundstellen Moroto I und Moroto II geborgen hatten. Unter diesen Funden war 18 Zähne, die denen der Typusart von Kalepithecus ähnelten, jedoch von einer Affenart stammen, die jünger rund 20 Prozent schwerer war als der auf rund fünf Kilogramm geschätzte Kalepithecus songhorensis. Daher führten sie als Kalepithecus kogolensis eine zweite Art der Gattung ein. Holotypus dieser Art sind mehrere einzelne Zähne, die jedoch vermutlich – ebenso wie mehrere Paratypen – vom gleichen Individuum stammen, darunter ein Oberkiefer-Eckzahn, dessen morphologische Merkmale auf die Herkunft von einem weiblichen Individuum schließen lassen.

## Belege
1. ↑  Terry Harrison: A Taxonomic Revision of the Small Catarrhine Primates from the Early Miocene of East Africa. In: Folia Primatologica. Band 50, Nr. 1–2, 1988, S. 59–108, doi:10.1159/000156334.
2. ↑  Peter Andrews: A Revision of the Miocene Hominoidea of East Africa. In: Bulletin of The British Museum (Natural History) Geology. Band 30, 1978, S. 85–224 [hier: S. 131], Volltext. (Memento vom 21. Mai 2019 im Internet Archive)
3. ↑  Martin Pickford, Brigitte Senut et al.: Revision of the Miocene Hominoidea from Moroto I and II, Uganda. In: Geo-Pal Uganda. Band 10, 2017, S. 1–32, Volltext.